# Język sakata
Język sakata – język z rodziny bantu, używany w Demokratycznej Republice Konga. W 1982 roku liczba mówiących wynosiła ok. 75 tysięcy.